# Welcome to the Ballroom
Ballroom e Youkoso (яп. ボールルームへようこそ Бо:руру:му э Ё:косо, букв. «Добро пожаловать в танцевальный зал») — манга Томо Такэути, публикующаяся в журнале Monthly Shonen Magazine с декабря 2011 года. В феврале 2016 года выпуск манги был прерван из-за плохого состояния здоровья автора, однако позже было объявлено, что манга вернётся к выпуску в феврале 2017 года. Премьера аниме-адаптации студии Production I.G состоялась в июле 2017 года.

## Сюжет
История повествует о молодом японском парне по имени Татара Фудзита, который в результате случайной встречи погружается в мир спортивных танцев.

## Персонажи
Татара Фудзита (яп. 富士田 多々良 Фудзита Татара) — ученик первого класса старшей школы. Во время обучения в третьем классе средней школы не имел никакого представления о своём будущем и ни чем не увлекался. После того, как Канамэ Сэнгоку спасает его от уличных хулиганов, случайно заглядывает в студию танцев Огасавара и обретает большой интерес к танцам. Становится партнёром Тинацу Хиямы.
Сэйю: Симба Цутия
Канамэ Сэнгоку (яп. 仙谷 要 Сэнгоку Канамэ) — профессиональный танцор. Принимает Татару в студию танцев и становится его учителем.
Сэйю: Тосиюки Морикава
Тинацу Хияма (яп. 緋山 千夏 Хияма Тинацу) — одноклассница Татары, позже становится его партнёром.
Сэйю: Тинацу Акасаки
Киёхару Хёдо (яп. 兵藤 清春 Хё:до: Киёхару) — танцор-любитель, являющийся партнёром Сидзуку Ханаоки уже девять лет. Безразличен ко многим вещам, однако серьёзен, когда дело касается танцев. В прошлом семья Хёдо владела студией.
Сэйю: Нобухико Окамото
Сидзуку Ханаока (яп. 花岡 雫 Ханаока Сидзуку) — ученица третьего класса средней школы. Партнёр Киёхару. Ходит в ту же школу, что и Татара.
Сэйю: Аянэ Сакура
Гадзю Акаги (яп. 赤城 賀寿 Акаги Гадзю) — ученик первого класса старшей школы, танцор-любитель, предпочитающий латиноамериканские танцы. Также ходит в ту же школу, что и Татара. Всегда хотел стать партнёром Сидзуку.
Сэйю: Кэнтаро Томита
Мако Акаги (яп. 赤城 真子 Акаги Мако) — младшая сестра и партнёр по танцам Гадзю. Временно танцевала с Татарой, после того как её брат решил быть с Сидзуку.
Сэйю: Сумирэ Морохоси
Мариса Хёдо (яп. 兵藤 マリサ Хё:до: Мариса) — мать Киёхару. Тренирует Сидзуку.
Сэйю: Юка Каида
Тамаки Цубурая (яп. 円谷 環 Цубурая Тамаки) — владелица студии танцев Огасавара.
Сэйю: Мамико Ното
Карэн Бамба (яп. 番場 可憐 Бамба Карэн) — инструктор в студии танцев.
Сэйю: Юки Кодайра
Томитика Дзимбо (яп. 仁保 友親 Дзимбо Томитика) — инструктор в студии танцев.
Сэйю: Тядо Хори

## Медиа-издания

### Манга
Манга начала публиковаться в журнале Monthly Shonen Magazine издательства Kodansha в декабре 2011 года. В феврале 2016 года серия пошла на перерыв из-за плохого состояния здоровья автора, но позже был объявлено, что манга вернётся к публикации в феврале 2017 года. По состоянию на 23 июня 2017 года всего выпущено девять томов. На территории Северной Америки манга издаётся компанией Kodansha Comics.
Список томов
| № | Дата публикации       | ISBN                   |
| - | --------------------- | ---------------------- |
| 1 | 17 мая 2012 года      | ISBN 978-4063713299    |
| 2 | 17 июля 2012 года     | ISBN 978-4-06-371339-8 |
| 3 | 16 ноября 2012 года   | ISBN 978-4-06-371354-1 |
| 4 | 17 апреля 2013 года   | ISBN 978-4-06-371373-2 |
| 5 | 17 сентября 2013 года | ISBN 978-4-06-371388-6 |
| 6 | 17 апреля 2014 года   | ISBN 978-4-06-371413-5 |
| 7 | 17 ноября 2014 года   | ISBN 978-4-06-371450-0 |
| 8 | 16 октября 2015 года  | ISBN 978-4-06-371468-5 |
| 9 | 23 июня 2017 года     | ISBN 978-4-06-392588-3 |

### Аниме
Аниме-адаптация была анонсирована в выпуске журнала Monthly Shonen Magazine за февраль 2017 года. Режиссёром является Ёсими Итадзу, сценаристом — Кэнъити Суэмицу. Композитором выступил Юки Хаяси, дизайн персонажей разработан Такахиро Кисидой. Премьерный показ аниме, созданного студией Production I.G, состоялся 2 июля 2017 года на Anime Expo в Лос-Анджелесе; на MBS и других японских телеканалах премьера состоялась 8 июля.
На протяжении первых 11 серий открывающую композицию под названием «10% roll, 10% romance» исполняет рок-группа Unison Square Garden, а закрывающей композицией является «Maybe the next waltz.» в исполнении Микако Комацу. Начиная с 12 серии опенингом является «Invisible Sensation» в исполнении Unison Square Garden, а эндингом — «Swing heart direction» Микако Комацу.
Список серий
| № серии | Название | Дата премьеры         |
| ------- | --- | --------------------- |
| 1       | Добро пожаловать в студию танцев Огасавара «Огасавара Дансу Сутадзио э Ё:косо» (小笠原ダンススタジオへようこそ) | 8 июля 2017 года      |
| 2       | Киёхару Хёдо «Хё:до: Киёхару» (兵藤清春)                                                                        | 16 июля 2017 года     |
| 3       | Танцуй вальс «Варуцу о Одорэ» (ワルツを踊れ)                                                                    | 23 июля 2017 года     |
| 4       | Высший уровень танцора «Данса:дзу Хай» (ダンサーズ・ハイ)                                                       | 30 июля 2017 года     |
| 5       | Партнёр «Па:тона:» (パートナー)                                                                                 | 30 июля 2017 года     |
| 6       | Линия танца «Райн обу Дансу» (ライン・オブ・ダンス)                                                             | 13 августа 2017 года  |
| 7       | Кубок Тэмпэя «Тэмпэй Хай» (天平杯)                                                                              | 20 августа 2017 года  |
| 8       | Реальность «Гэндзюцу» (現実)                                                                                    | 27 августа 2017 года  |
| 9       | Цветок и рамка «Хана то Гакубути» (花と額縁)                                                                    | 3 сентября 2017 года  |
| 10      | Напряжение «Борутэ:дзи» (ボルテージ)                                                                            | 10 сентября 2017 года |
| 11      | Оценка «Хё:ка» (評価)                                                                                           | 17 сентября 2017 года |
| 12      | Стычка «Дэай» (出会い)                                                                                          | 24 сентября 2017 года |
| 13      | Организация соревнования «Оимай» (お見合い)                                                                     | 1 октября 2017 года   |
| 14      | Связанные «Кэссэй» (結成)                                                                                       | 8 октября 2017 года   |
| 15      | Укрощение строптивой «Дзядзяуманараси» (じゃじゃ馬ならし)                                                       | 15 октября 2017 года  |
| 16      | Четвероногий «Ёнхон Аси» (四本足)                                                                               | 22 октября 2017 года  |
| 17      | Исполнитель «Хё:гэн-ся» (表現者)                                                                                | 29 октября 2017 года  |
| 18      | Участник № 13 «Сэбанго: 13» (背番号13)                                                                          | 5 ноября 2017 года    |
| 19      | Соперник «Райбару» (敵(ライバル))                                                                               | 12 ноября 2017 года   |
| 20      | Друзья «Томодати» (友達)                                                                                        | 19 ноября 2017 года   |
| 21      | Дверь «Доа» (扉(ドア))                                                                                          | 26 ноября 2017 года   |
| 22      | Лидер-партнёр «Ри:да: Па:тона:» (リーダーパートナー)                                                            | 3 декабря 2017 года   |
| 23      | История и эволюция «Дэнто: то Синка» (伝統と進化)                                                               | 10 декабря 2017 года  |
| 24      | Добро пожаловать в танцевальный зал «Бо:руру:му э Ё:косо» (ボールルームへようこそ)                              | 17 декабря 2017 года  |

## Критика и восприятие
Манга была номинирована на шестую и восьмую премии Манга тайсё и заняла девятое место в списке двадцати лучших манг для мужской аудитории по результатам опроса Kono Manga ga Sugoi!, проведённого в 2013 году. Манга также заняла седьмое место в списке пятнадцати лучших манг 2013 года, рекомендованных японскими книжными магазинами. Четвёртый том разошёлся общим тиражом в 53 892 экземпляра в период с 14 по 20 апреля 2013 года.
По мнению рецензента сайта UK Anime Network Роберта Фрейзера, Ballroom e Youkoso открывает новый взгляд на спокон-мангу и ставит себе весьма высокую планку по качеству передачи движений, что немаловажно для спортивного жанра. Достоинством произведения обозреватель назвал особенность визуального стиля — выразительные глаза, которые могут быть ключом к понимаю персонажей. Кроме того, Фрейзер похвалил сюжет за сильное начало, являющееся «приятным и интригующим введением в мир бальных танцев». Представитель сайта Manga Bookshelf Анна Нитрур высоко оценила динамичные изображения танцев, хотя отметила, что с этой точки зрения манга не превосходит уровень балета в Swan. Она добавила, что контраст между повседневной жизнью танцоров и их поведением во время соревнований демонстрирует, насколько бальные танцы оказываются всецело новым миром. Обозреватель журнала Otaku USA Эван Минто сдержанно отозвался о сюжете манги, объяснив, что описываемые отношения между партнёрами по танцам недостаточно способны переменить скучную историю к лучшему. Вместе с этим рецензент раскритиковал художественную составляющую, назвав работу Такэути в этом плане небрежной. Так, по его словам, анатомия персонажей противоречива, некоторые конечности нарисованы совершенно непропорционально, в то время как другие части имеют нелепый уровень детализации. Минто заметил в визуальном стиле произведения влияние Хадзимэ Исаямы, однако подчеркнул, что это было бы нелестное сравнение.